# Covington (Louisiana)
Covington és una població dels Estats Units a l'estat de Louisiana. Segons el cens del 2000 tenia 8.483 habitants.

## Demografia
Segons el cens del 2000, Covington tenia 8.483 habitants. La densitat de població era de 481,7 habitants/km².
Per edats la població es repartia de la següent manera: un 26,8% tenia menys de 18 anys, un 8,5% entre 18 i 24, un 26,1% entre 25 i 44, un 24,1% de 45 a 60 i un 14,5% 65 anys o més.
L'edat mediana era de 38 anys. Per cada 100 dones de 18 o més anys hi havia 80 homes.
La renda mediana per habitatge era de 36.949 $ i la renda mediana per família de 50.332 $. Els homes tenien una renda mediana de 36.434 $ mentre que les dones 23.859 $. La renda per capita de la població era de 21.438 $. Entorn de l'11,8% de les famílies i el 16,1% de la població estaven per davall del llindar de pobresa.

## Poblacions més properes
El següent diagrama mostra les poblacions més properes.